# Вареницы
Вареницы — деревня в Слободском районе Кировской области в составе Каринского сельского поселения.

## География
Находится на расстоянии примерно 28 км по прямой на юго-восток от районного центра города Слободской на правом берегу реки Чепца.

## История
Известна с 1802 года, когда здесь (деревня Тимохинская) было учтено 4 двора и 20 душ мужского пола. В 1873 году учтено дворов 7 и жителей 67, в 1905 13 и 85, в 1926 23 и 111, в 1950 28 и 78, в 1989 году оставалось 24 человека.  

## Население
Постоянное население  составляло 6 человека (русские 83%) в 2002 году, 2 в 2010.